# Welkom
Welkom (afr. witam) – miasto w Południowej Afryce, w środkowej części prowincji Wolne Państwo, dystrykcie Lejweleputswa. Na rok 2001 było 408 173 tys. mieszkańców. Znajduje się 160 kilometrów na północny wschód od Bloemfontein, stolicy prowincji. Miejscowość znajduje się pośrodku Wolnego Państwa, obsługuje znajdujące się w pobliżu kopalnie złota i uranu. poza przemysłem wydobywczym, w okolicy Welkom wytwarza się stal, drewno, i mięso. W mieście jest techniczna uczelnia i instytut techniki. Miasto obsługuje małe lotnisko i odgałęzienie głównej linii kolejowej pomiędzy Johannesburgiem a Kapsztadem. Znane z wyścigów Grand Prix, na torze położonym na północny zachód od miasta.
Miasto nazwano od miejsca, w którym po raz pierwszy znaleziono złoto w okolicy, czyli od farmy Welkom (inne źródło podają farmę St. Helena). Jest drugim co do wielkości miastem w Wolnym Państwie.